# Cor Adriaanse
Cor Adriaanse (4 februari 1956) is een voormalig Nederlands profvoetballer en huidig trainer.

## Spelerscarrière
Cor Adriaanse doorliep de jeugdopleiding van Feyenoord van de D1 tot en met de A1, waarna hij van 1974 tot 1976 voor het tweede elftal speelde. Hierna maakte hij de overstap naar FC Den Bosch, waar hij van 1976 tot 1989 367 wedstrijden speelde.

## Trainerscarrière
Na het beëindigen van zijn spelerscarrière bleef Adriaanse als assistent-trainer actief bij FC Den Bosch. Dit deed hij van 1989 tot 1996, als assistent van Rinus Israël, Hans van der Pluijm en Chris Dekker.
Sindsdien is hij als jeugdtrainer actief bij Feyenoord. In november 2019 publiceerde het Algemeen Dagblad kritiek op Adriaanse door  jeugdspelers van Feyenoord. Zij uitten hun kritiek anoniem.